# Псёл, Глафира Ивановна
Глафира Ивановна Псёл (в замужестве — Дунин-Борковская; 24 октября 1823, с. Псельское (тогда Псёловка) Полтавской губернии (ныне Великобагачанского района, Полтавской области, Украина) — 26 апреля 1886, Москва) — украинская художница XIX века, сестра поэтессы Александры Псёл.

## Биография

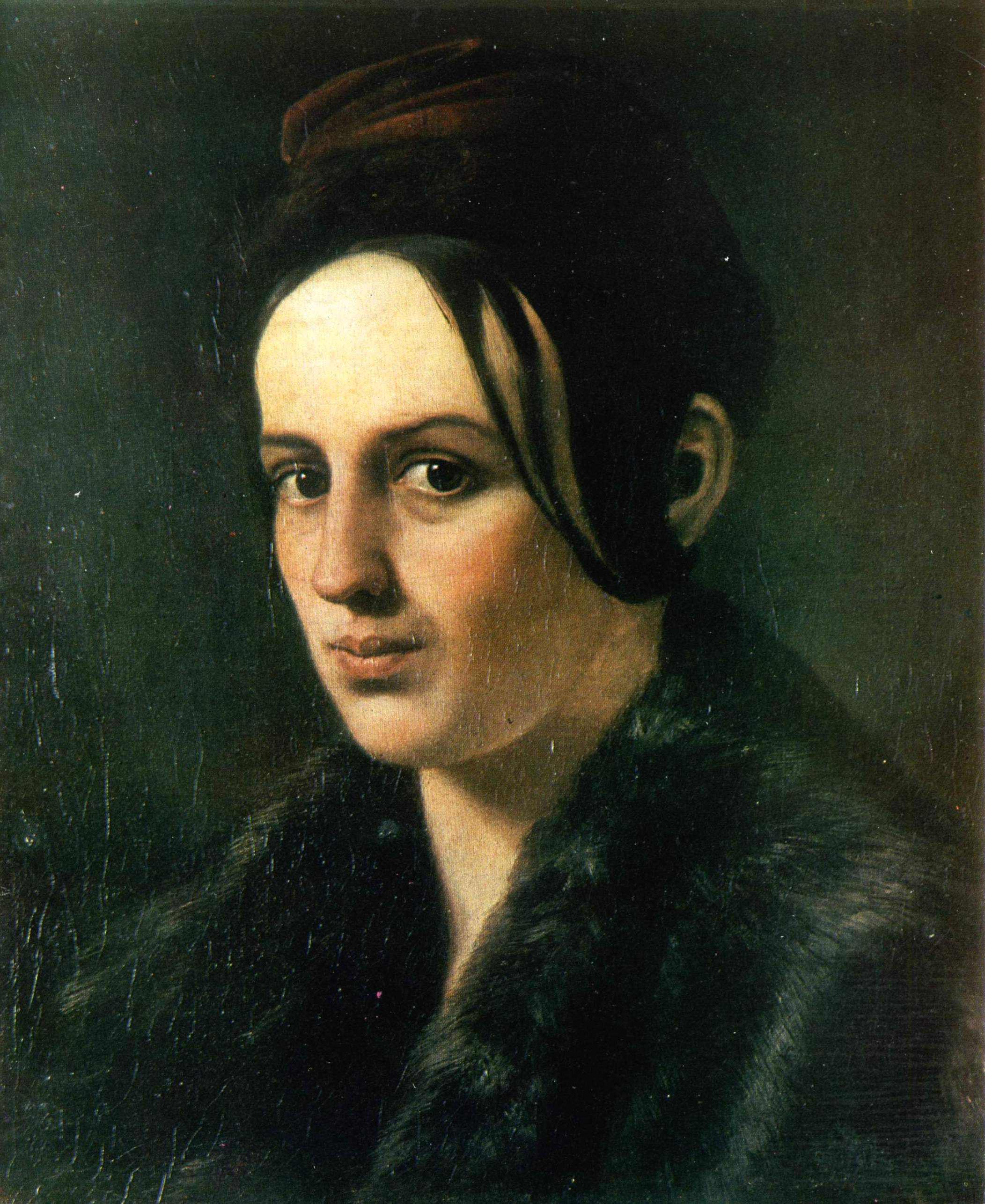
Портрет В. Н. Репниной кисти Г. И. Псёл. 1839

Глафира Ивановна родилась в многодетной семье мелкого помещика Полтавского уезда И. М. Псёла. Она была дальней полтавской родственницей Н. В. Гоголя, которую он в письмах называл «кузиной».
После смерти родителей с трёхлетнего возраста воспитывалась вместе с сестрой в семье одного из героев Отечественной войны 1812 года генерал-лейтенанта российской армии, генерал-губернатора Малороссии князя Николая Григорьевича и его жены Варвары Алексеевны Репниных-Волконских. Была почти младшей сестрой В. Н. Репниной.
Получила домашнее образование. Талант художницы развивался быстрыми темпами, однако, получить систематическое художественное образование ей так и не удалось.
В 1843 году в яготинском имении Репниных познакомилась с украинским поэтом Т. Г. Шевченко, пользовалась его советами по живописи. Написала портрет Шевченко, который не сохранился.
Известны её портреты членов семьи князей Репниных (В. Н. Репниной, Н. Г. Репнина, В. А. Репниной), мужа Петра Дунин-Борковского и др. Они выполнены на хорошем академическом уровне и некоторые из них раньше приписывались Тарасу Шевченко.
После смерти художницы в Москве в 1886 году альбомы и папки с её рисунками остались у В. Н. Репниной и вместе с архивом Е. Н. Орловой оказались впоследствии в Государственном литературном музее.